# Elisha Harris
Elisha Harris (Cranston, 8 settembre 1791 – Coventry, 1º febbraio 1861) è stato un politico statunitense.

## Biografia
Harris è nato a Cranston nella Contea di Providence, Rhode Island. Ha frequentato le scuole locali e il Seminario di East Greenwich. Ha poi intrapreso una carriera aziendale, lavorando inizialmente come contabile. Alla fine divenne proprietario di diverse aziende manifatturiere, banche e altre imprese, tra cui la Banca del Nord America a Providence con il ruolo di presidente, e della Harris Mill a Harris.
La sua attività politica vede l'adesione al Partito Whig, Harris ha raggiunto diverse punti della sua candidatura nella Camera dei rappresentanti del Rhode Island. Prestò servizio come vicegovernatore dal 1846 fino al 1847 dove divenne governatore fino al 1849. Fu un candidato infruttuoso per la rielezione nel 1848 e per l'elezione a governatore nel 1850. Harris divenne repubblicano quando il partito fu fondato a metà degli anni 1850 e fu un elettore presidenziale nel 1860.
Harris è morto a Coventry dove è sepolto al Cimitero di Greenwood.
Henry Howard che ha ricoperto anch'egli la carica di Governatore, è stato sposato con la figlia di Harris, Catherine.